# 迪萊克半島國家公園
37°40′08.14″N 27°09′42.32″E / 37.6689278°N 27.1617556°E

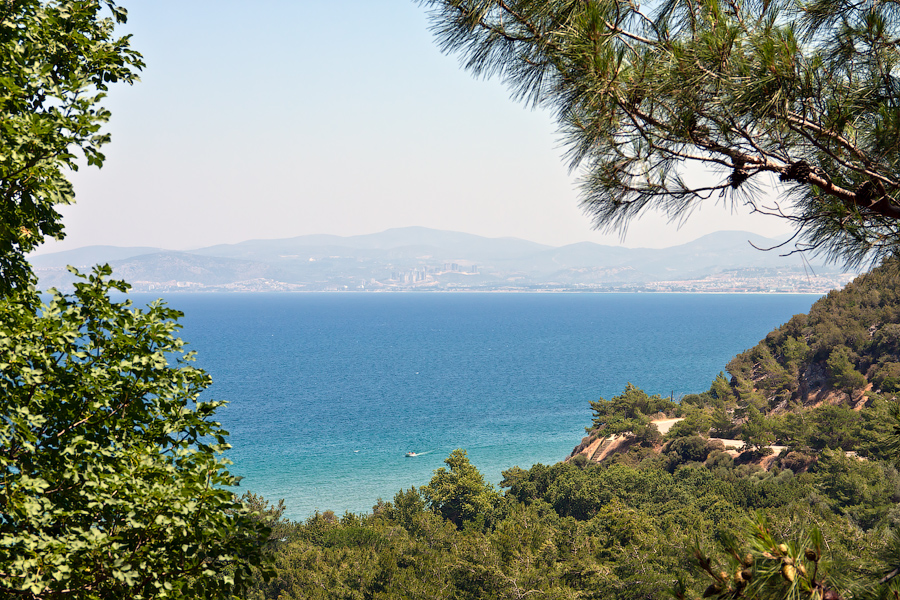

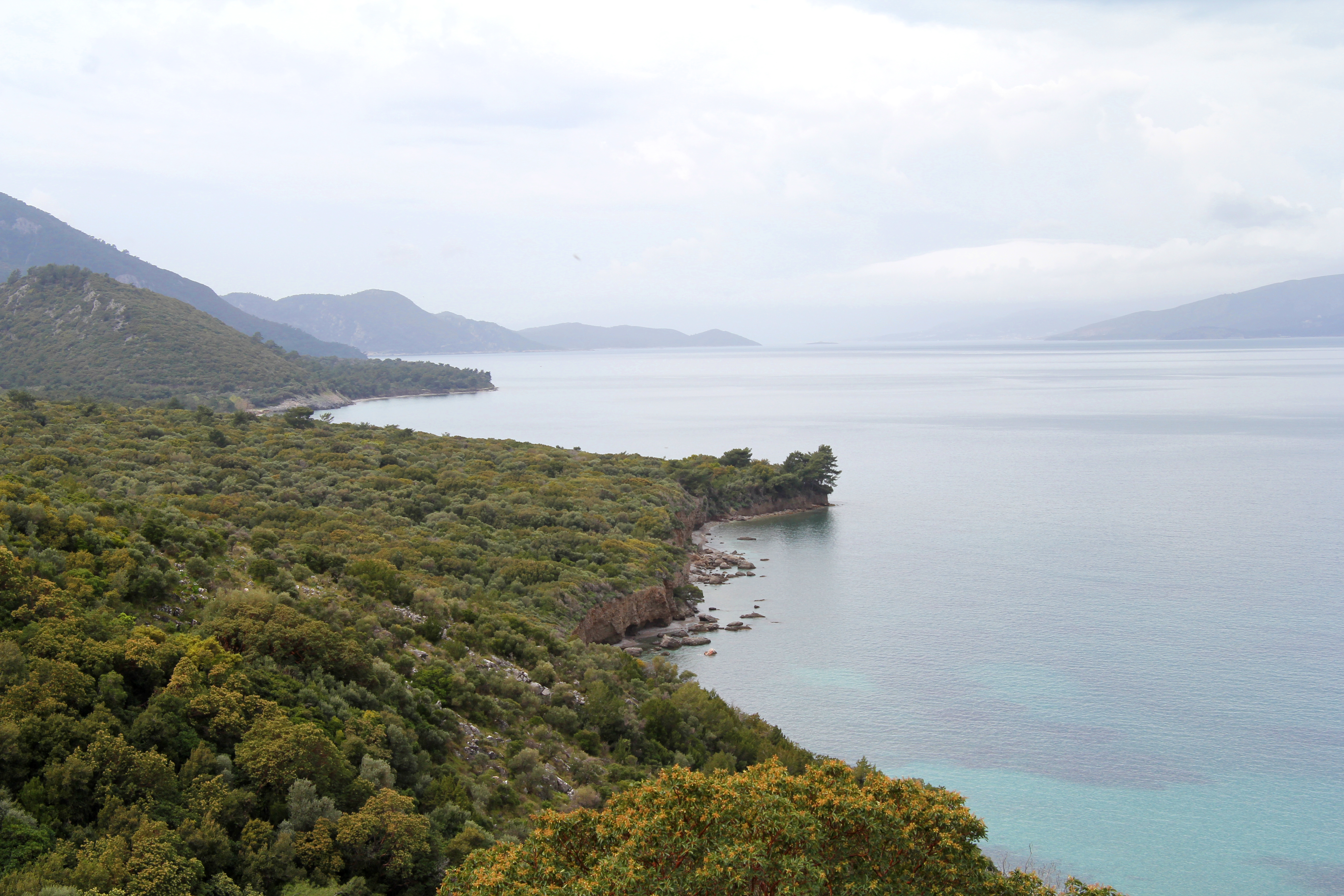

迪萊克半島國家公園是土耳其的國家公園，位於該國西部艾登省，處於庫沙達瑟，成立於1966年5月19日，面積276平方公里，受地中海式氣候影響。